# ユース・アメリカ・グランプリ
ユース・アメリカ・グランプリ（Youth America Grand Prix、YAGP）は、9歳から19歳までのあらゆる国籍の若いダンサーを対象とした世界最大の非営利の国際バレエコンクールおよび奨学金プログラムである。YAGPは毎年、米国および世界中で地域予選を実施しており、最終ラウンドは毎年4月にニューヨークで開催される。

## 概要
YAGPは、世界中の先導的なダンス学校に奨学金を提供すること、若いダンサーに専門的な教育の機会を提供すること、コンクールそのものがプロダンサーとしてのキャリアへの足がかりとなることによって、ダンスという芸術分野の将来を拓くことを使命としている。
毎年、北米25か所のほかアルゼンチン、オーストラリア、ベルギー、ブラジル、カナダ、中国、フランス、イタリア、日本、韓国、メキシコ、パラグアイを含む世界各地で行われる地域予選には、合計で1万人以上のダンサーが参加する。そして、この中からYAGPの審査員団による厳正な審査を通過したダンサー約1,200人が、ニューヨークで行われる決選に進出し、世界有数のダンス学校の関係者から評価を受ける。また、ダンス学校に対しては、毎年合計50万ドル以上の奨学金が授与されている。
増加の一途を辿る地域予選への参加者に対してより多くの機会を与えるとともに、地域予選そのものがそれぞれ独立した学びの場であるという位置づけを確かなものとするために、2012年から地域予選の段階でも優れた参加者には奨学金が授与されるようになった。
設立から20年の間に、YAGPには10万人以上のダンサーが参加した。2017年1月までにダンス教育機関で学ぶダンサーに合計300万ドル以上の奨学金が授与され、いまや世界中の80ものカンパニーに、YAGPの奨学金を得た350人以上の卒業生が所属している。
YAGPは単なるコンクールではなく、その期間中にダンサー志望の若者に対して世界有数のバレエ団や舞踊学校の芸術監督や教員による専門教育クラスを提供している。教育クラスを提供している団体には、アメリカン・バレエ・シアター・ジャクリーン・ケネディ・オナシス・スクールやオーストラリア・バレエ学校、ヒューストン・バレエ・アカデミー、ジョフリー・バレエ・スクール、シュトゥットガルト・ジョン・クランコ・スクール、パリ・オペラ座バレエ学校、モンテカルロ・バレエ団（プリンセス・グレース・アカデミー）、サンフランシスコ・バレエ・スクールなどがある。
YAGPの奨学金を得た卒業生の多くは、プロダンサーとなってアメリカン・バレエ・シアター、オーストラリア・バレエ団、オランダ国立バレエ、ヒューストン・バレエ、ジョフリー・バレエ、マリインスキー・バレエ、カナダ国立バレエ、ニューヨーク・シティ・バレエ団、パリ・オペラ座バレエ、ロイヤル・バレエ団、シュトゥットガルト・バレエ団など、世界的に有名なダンス・カンパニーに所属している。
YAGP出身者の中には、マリア・アバショワ、イザベラ・ボイルストン、セザール・コラレス、ミケーラ・デプリンス、サーシャ・デ・ソラ、マシュー・ゴールディング、メリッサ・ハミルトン、サラ・レーン、ローレン・ラヴェット、ブルックリン・マック、サラ・マーンズ、セルゲイ・ポルーニン、ソ・ヒおよびコーリー・スターンズといった、世界に名だたるバレエ団でプリンシパルやエトワールの座を射止めた者も少なくない。

## 歴史
米国のバレエ教師であったラリッサ・サヴェリエフは、教師として活動する中で、自らの生徒の進歩を知らしめるとともに、他のバレエ教師からも教えを受けられるようにしたいと考えていた。当時アメリカには学生向けバレエコンクールはなかったため、サヴェリエフは非常に人気のあったジャズダンスコンペティションのバレエ版を作りたいと考え、1999年にアメリカン・バレエ・シアターのソリストであった夫ゲンナジ－・サヴェリエフとともに、米国の学生向けのバレエ・コンクールとしてYAGPを創設した。
YAGPの設立には、渉外担当ディレクターのセルゲイ・ゴルデエフ、オペレーション・ディレクターのシェリー・キング、YAGPの初代理事長を務めたバーバラ・ブラント、初代理事の一人で名誉会長のジュディス・M・ホフマン、現理事長のリンダ・モースといったさまざまなメンバからの積極的な後押しがあった。
正式に発足した1999年には、ボストン、ワシントンD.C.、シカゴ、ロサンゼルス、ボカラトンで地域予選とダンスクラスが開催された。このとき奨学金を提供したのは、アメリカの8校であった。
YAGPはたちまち米国で最大のコンクールとなり、国際的にも認知された。YAGPに米国外から最初に奨学金を提供したのは、ロイヤル・バレエ学校であった。
YAGPは、世界で初めて必ずしも上位に入賞しなくとも学生が奨学金を受け取れる、というコンセプトを導入したコンクールである。YAGPの奨学金は、審査員団によるコンクールの順位付けとは無関係に、ダンス学校の代表による学生の将来性の評価に基づいて授与される（すなわち、将来性があると見込まれた学生は、たとえ決選に進めなくても奨学金を授与されることがある）。このコンセプトは、現在では世界中のバレエ大会で広く採用されるようになっている。
YAGPは、2005年に国連教育科学文化機関（UNESCO）から国際的なダンス教育への貢献を認められ、国際ダンスカウンシルへの参加資格を授与された。
YAGPは国際バレエコンクール連盟（IFBC）会員であり、モスクワ国際バレエコンクール、ローザンヌ国際バレエコンクール、ヴァルナ国際バレエコンクール、アメリカ国際バレエコンクールのパートナーコンクールである。

## コンクール
YAGPはシニア（15-19歳）、ジュニア（12-14歳）、プリコンペティティブ（9-11歳）の3つの年齢カテゴリの他、ソロ、パ・ド・ドゥ、アンサンブルの各部門が設けられている。
YAGPでは、奨学金だけでなく、才能ある参加者にダンス・ヨーロッパ賞などのさまざまな賞を授与している。各年齢カテゴリで最も優れた参加者には、グランプリ（シニア部門）、ユース・グランプリ（ジュニア部門）、ホープ・アワード（プレコンペティティブ部門）が授与される。また、男女とも各年齢カテゴリ毎にソロ部門の1位・2位・3位が設けられている他、アンサンブル部門とパ・ド・ドゥ部門にも1位、2位、3位が設けられている。
YAGPは、学生の芸術性を引き出すことを目的の一つとしていることから、地域予選を含むすべての大会で審査員団による講座やワークショップを開催している。

### 奨学金
毎年、世界をリードするダンス学校への奨学金として、50万ドル以上が授与されている。毎年奨学生を受け入れるダンス学校もあれば、何校かの交代制で奨学生を受け入れるところもある。なお、YAGPの審査員団は、奨学金を提供するダンス学校の代表で構成されている。